# ويليام فوستر (مهندس معماري)
ويليام فوستر (بالإنجليزية: William Foster)‏ هو مهندس معماري أمريكي، ولد في 1842، وتوفي في 1909.